# Zbrodnie w Moosbergu
Zbrodnie w Moosbergu – zbrodnie dokonane przez Ukraińską Powstańczą Armię na polskich mieszkańcach wsi Moosberg (Mosberg, Mossberg), położonej w powiecie jaworowskim województwa lwowskiego. 
W nocy z 6 na 7 kwietnia 1944 roku  nastąpił atak oddziałów UPA na wieś. Według raportów polskiego podziemia zginęło 31 osób. Zdaniem Szczepana Siekierki, Henryka Komańskiego i Krzysztofa Bulzackiego, opierających się na relacjach świadków, ofiar było 160 bądź ponad 200.
21 kwietnia 1944 roku wieś ponownie zaatakowano. Banderowcy zabili 20 osób.